# Camette
Camette jest to wymyślona w 2002 roku uproszczona wersja gry  Camelot. Uproszczenie polegało na zmniejszeniu wielkości planszy do 23 pól a liczby bierek do 4 z każdej strony.